# Distretto di Dicle
Il distretto di Dicle (in turco Dicle ilçesi) è uno dei distretti della provincia di Diyarbakır, in Turchia.